# Richard Jones
Richard Jones (... – Londra, 20 gennaio 1744) è stato un compositore inglese.
La sua prima pubblicazione, la cantata "While in a Lovely Rurall Seat" appare nel 1720. Ha iniziato a lavorare nell'Orchestra del teatro Drury Lane probabilmente già dal 1723. Secondo John Hawkins, nel 1730 gli succedette Stefano Carbonelli alla guida dell'orchestra. Ha anche insegnato violino: Michael Christian Festing è stato uno dei suoi allievi. È stato un compositore in un momento in cui la musica di Georg Frideric Handel dominava il palcoscenico britannico. Gran parte della sua musica, o ciò che di essa sopravvive, mostra chiara influenza italiana. Morì nel 1744.
Come per la storia della sua vita, ci rimane poco della sua musica. Le sue opere teatrali, pantomime e balletti sono tutti andati perduti, tranne che per una riduzione della tastiera del ouverture de L'avaro e 18 pezzi, che sono probabilmente tratti dalla stessa opera. Le sue suite per tastiera e per violino sono note per la struttura non convenzionale.

## Opere
Musica da palcoscenico
- Apollo and Daphne, masque (1725, musica perduta)
- The Miser, pantomima (1726, musica perduta; la riduzione per clavicembalo sopravvive in parti)
- The Mock Doctor, balletto (1732, musica perduta)
- Hymen's Triumph, pantomima (1737, musica peduta)

Other
- While in a Lovely Rurall Seat, cantata (1720)
- 6 Suits or Setts of Lessons, per clavicembalo(1732)
- 8 Chamber Air's, per violino e basso continuo, op. 2 (1735)
- 6 Suites of Lessons, per violino e basso continuo, op. 3 (1741)